# Pedro Bernardo
Pedro Bernardo ist ein zentralspanischer Ort und eine Gemeinde (Municipio) mit 758 Einwohnern (Stand: 2024) in der Provinz Ávila in der Autonomen Region Kastilien-León. 

## Lage und Klima
Pedro Bernardo liegt auf der Südseite der Sierra de Gredos am südwestlichen Rand der Provinz Ávila in einer Höhe von ca. 800 m. Die Entfernung nach Ávila beträgt knapp 54 km (Fahrtstrecke) in nordnordöstlicher Richtung. Das Klima ist gemäßigt bis warm; der Regen (ca. 759 mm/Jahr) fällt mit Ausnahme der trockenen Sommermonate übers Jahr verteilt.

## Bevölkerungsentwicklung
| Jahr      | 1970 | 1981 | 1991 | 2001 | 2011 | 2021 |
| Einwohner | 2398 | 2053 | 1563 | 1229 | 953  | 809  |

## Sehenswürdigkeiten
- Petri-Ketten-Kirche
- Annenkapelle
- Sebastianuskapelle

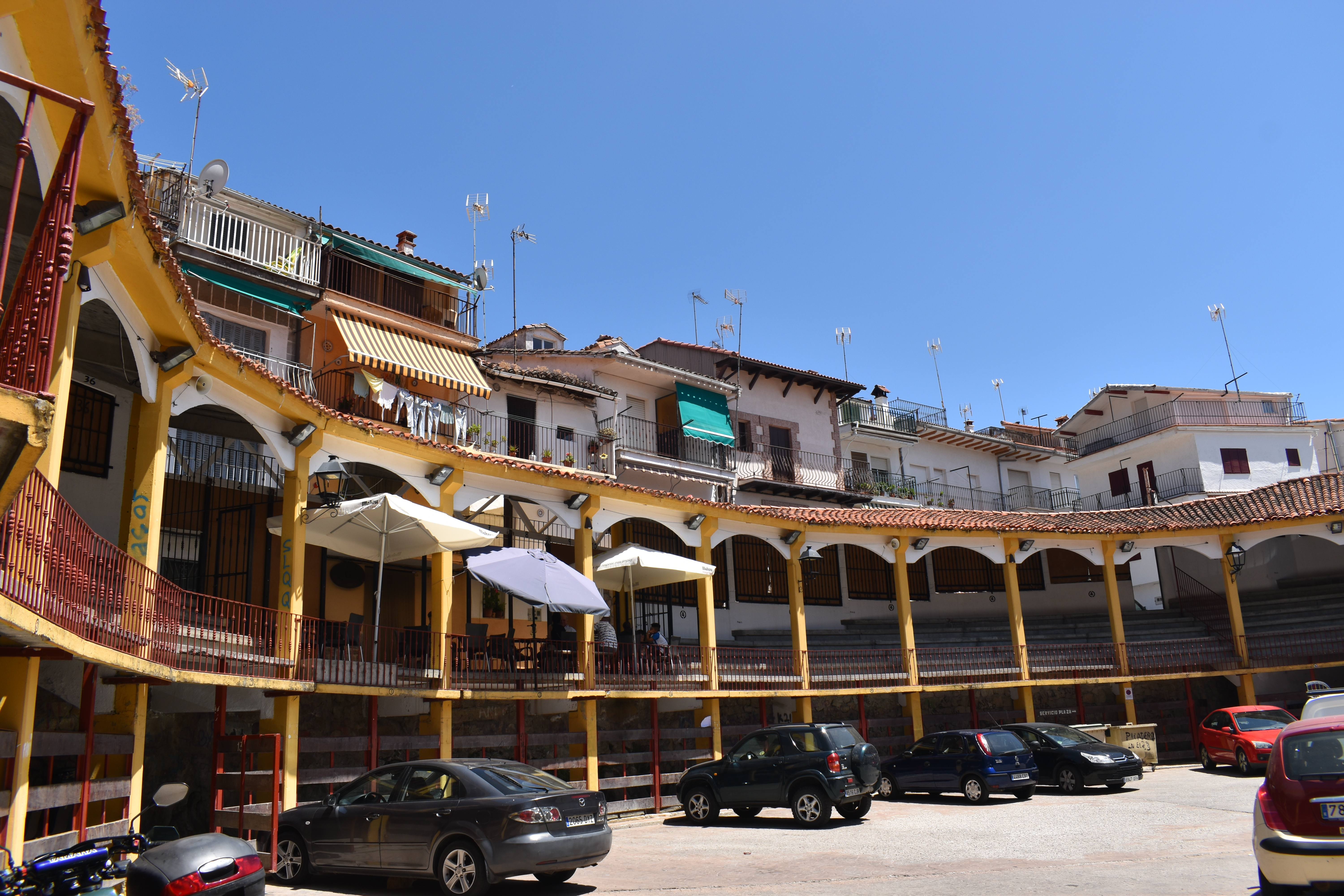
Stierkampfarena

- Stierkampfarena

## Persönlichkeiten
- Félix Barderas Sierra (genannt Felines, * 1943), Fußballspieler
- José Luis Retana Gozalo (* 1953), Bischof von Plasencia (2017–2021), Bischof von Ciudad Rodrigo und Bischof von Salamanca (jeweils seit 2021)